# ليني بيريرا
ليني بيريرا (1 يناير 1992 بغوا في الهند - ) هو لاعب كرة قدم هندي في مركز الدفاع. لعب مع نادي سالغاوكار.

## وصلات خارجية
- ليني بيريرا على موقع قاعدة بيانات كرة القدم.إي يو (الإنجليزية)
- ليني بيريرا على موقع Soccerway.com (الإنجليزية)